# Insomniac's Dream
Insomniac's Dream è il primo EP del gruppo musicale statunitense Adema, pubblicato il 5 novembre 2002 dall'Arista Records.
Contiene due brani inediti, una cover e remix e versioni dal vivo di brani provenienti dall'album di debutto del gruppo.

## Tracce
1. Immortal – 4:10
2. Shattered – 3:09
3. Nutshell (Alice in Chains Cover) – 4:28
4. Freaking Out (Chris Vrenna Remix) – 3:52
5. The Way You Like It (Sam "Sever" Citrin Remix) – 3:55
6. Do What You Want to Do (Live) – 3:25
7. Giving In (Radio Mix) – 3:55

## Formazione
- Mark Chavez – voce
- Tim Fluckey – chitarra solista
- Mike Ransom – chitarra ritmica
- Dave DeRoo – basso
- Kris Kohls – batteria, percussioni